# Pas rycerski

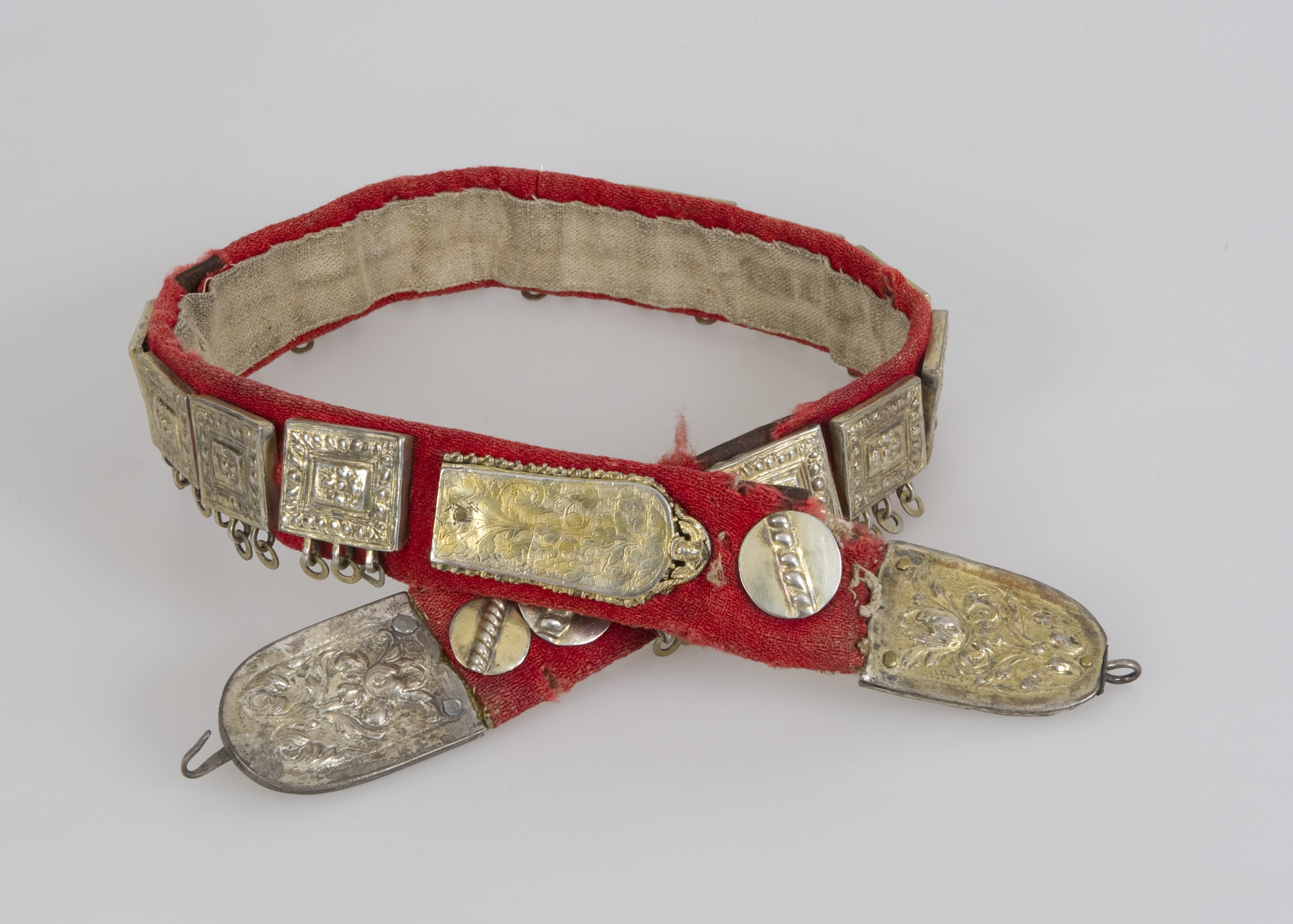
Pas rycerski

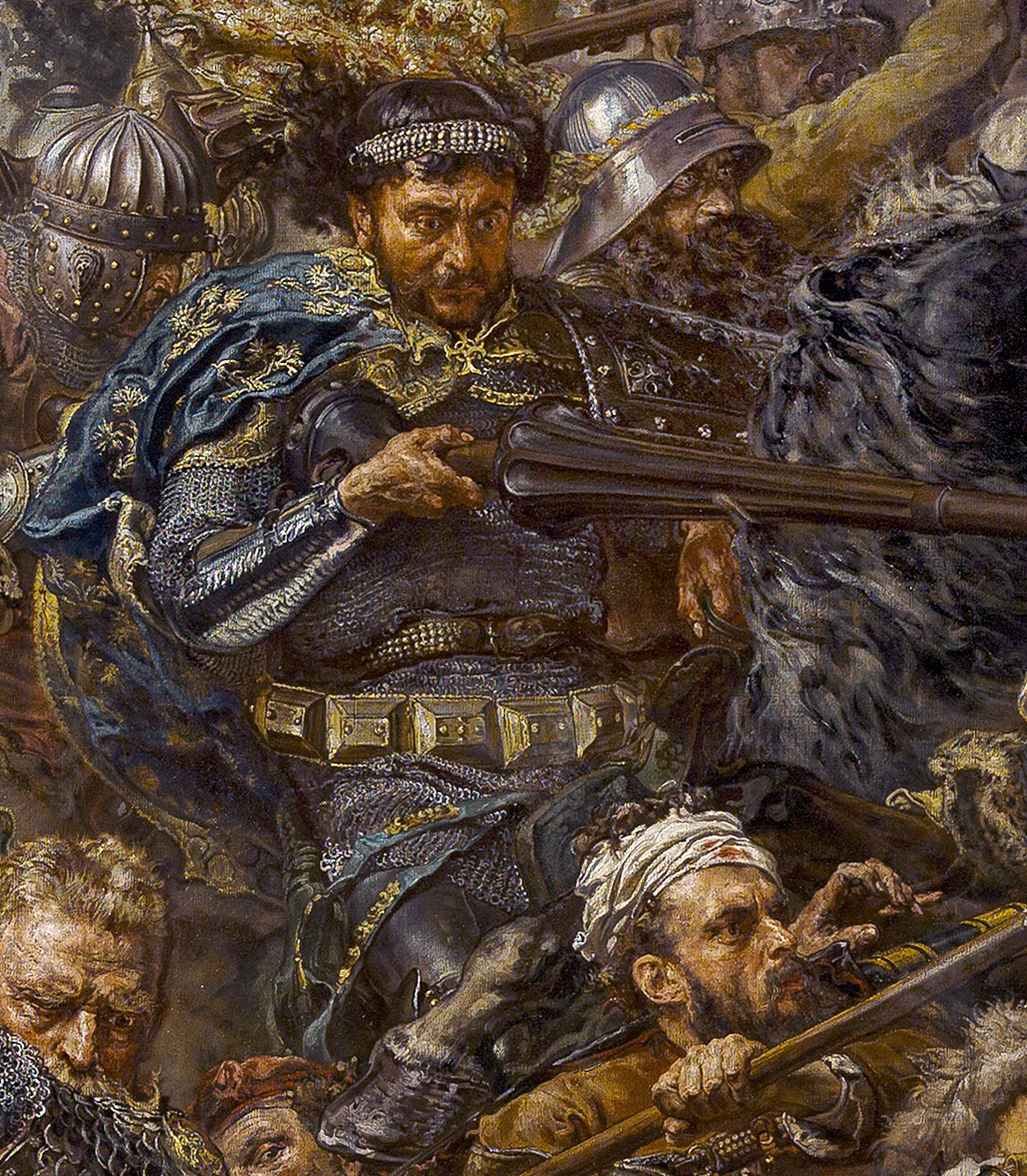
Zawisza Czarny – widoczny na ilustracji pas rycerski (fragment obrazu Bitwa pod Grunwaldem Jana Matejki)

Pas rycerski – od X wieku jeden z najważniejszych symboli stanu rycerskiego. Pas taki wykonany był z wąskiego, prostokątnego odcinka skóry, do którego przytwierdzone były metalowe sztabki lub płytki. Bywały również inne formy pasa rycerskiego – metalowe sztabki połączone specjalnymi sworzniami, mógł to być także zwykły pas skórzany ozdobiony metalowymi elementami. Pasy zaopatrywano w ozdobną klamrę. 
Pasy rycerskie wytwarzane były w pracowniach wykwalifikowanych rzemieślników. Pas rycerski noszony był przez rycerza na wysokości bioder. Oprócz typowego pasa rycerskiego wojownik miał również do dyspozycji kilka innych rodzajów pasów, przede wszystkim taki, na którym mógł umocować miecz, sakwę czy też puginał. Pas z przymocowanym mieczem był elementem uzbrojenia i używany był z zasady podczas walki, natomiast pas rycerski był częścią stroju codziennego rycerza.
Kandydat na rycerza otrzymywał pas rycerski i miecz podczas pasowania (stąd nazwa). Ceremonia pasowania na rycerza narodziła się prawdopodobnie w XI wieku. Początkowo polegała na uderzeniu abiturienta otwartą dłonią w policzek lub w kark przez osobę, która go pasowała; później narodził się zwyczaj pasowania przez uderzenie kandydata płazem miecza w ramię.